# (6369) 1983 UC
A (6369) 1983 UC a Naprendszer kisbolygóövében található aszteroida. Zdenka Vávrová fedezte fel 1983. október 16-án.